# Jaraun Burrows
Jaraun Burrows, né le 4 septembre 1985 à Nassau aux Bahamas, est un joueur bahaméen de basket-ball. Il évolue au poste d'ailier.

## Biographie
Le 26 juin 2008, automatiquement éligible après quatre années universitaires, il n'est pas sélectionné à la draft 2008 de la NBA.
Le 10 août 2014, il signe en Suède, au BC LF Lulea.
Le 17 juin 2015, il prolonge son contrat avec le club suédois.
Durant l'été 2016, il part en Israël où il signe au Hapoël Haïfa en seconde division israélienne. Le 12 avril 2017, il part en France, au Provence Basket pour terminer la saison 2016-2017 de Pro B.
Le 31 juillet 2017, il est prolongé et conservé dans l'effectif pour la saison 2017-2018 de Pro B. En novembre 2017, il participe, avec l'équipe du Bahams, aux qualifications de la zone Amérique pour la prochaine Coupe du Monde en Chine. Avec Fos, en juin 2018, il remporte avec son équipe les playoffs d'accession à la Jeep Élite.
Le 16 juillet 2018, il prolonge son contrat d'un an avec Fos-sur-Mer. Le 30 octobre 2018, il se blesse à la cheville droite lors d'un entraînement. Le 16 janvier 2019, le club annonce qu'il ne rejouera pas de la saison 2018-2019 en raison d'une opération à la cheville.
Le 2 août 2021, il signe un contrat d'un an avec le STB Le Havre en NM1.

## Palmarès
- Vainqueur des playoffs de Pro B 2017-2018